# Het Vakantiespel
Het Vakantiespel is een jaarlijks evenement voor kinderen tot en met 12 jaar dat de laatste week van de zomervakantie wordt georganiseerd in Alphen aan den Rijn door de Stichting Vakantiespel.

## Geschiedenis
Het Vakantiespel werd in 1959 opgericht naar aanleiding van een stageopdracht van de 19-jarige De Leeuw. Zij liep stage bij de hervormde predikant Jan Bogers van de Oudshoornse kerk, en moest een activiteit bedenken voor de lokale jeugd in de leeftijd van 8 tot en met 12 jaar, om de moeders tijdens de lange zomervakantie te ontlasten. Om het evenement te organiseren, werd de Stichting Vacantiespel opgericht.
Anno 2018 deden 1.700 kinderen en 500 vrijwilligers mee aan het evenement. Er worden spellen gedaan zoals hindernisbanen, springkussenfestijn en vossenjacht. Ieder jaar staat het in een ander thema zoals onder meer: De tijd slaat op hol, TV Show, Safari en 60 jaar. In 2017 ontving de stichting de Alphense erepenning.
Gedurende het evenement zendt Studio Alphen het VakantieSpel Journaal uit. Hierbij wordt verslag gegeven over de activiteiten. De presentatie is in handen van Jordi Wolswijk, Wouter Kikstra en Jeroen de Nie.